# Carlos Loreiro
Carlos Loreiro López (Castellón de la Plana, 13 de marzo de 1987) es un escritor, filólogo hispánico y profesor de español. Actualmente, ejerce como docente en un colegio británico en Doha, Qatar. Es reconocido por su trabajo en los géneros de poesía y novela, y ha recibido varios premios literarios, destacando el Premio Nacional de Poesía Joven Miguel Hernández (2014) y el Premi Mallorca d'Escriptura Literària (2024) en la modalidad de novela.

## Trayectoria
Carlos Loreiro comenzó a destacar en el ámbito literario con sus primeros libros, publicados bajo el auspicio de la Universitat de València, donde recibió los Premis d'Escriptura Creativa (2011-2012). En 2012, obtuvo el XXXVI Premio Félix Francisco Casanova en la modalidad de poesía por su obra Chénere.
En años posteriores, continuó consolidándose como una figura emergente en la poesía española contemporánea, publicando libros como Los poemas de Marcelo Aguafuerte. Crónicas para El buey Apis, con el cual ganó el Premio Monteleón de Poesía Joven (2013) y el Premio Nacional de Poesía Joven Miguel Hernández (2014). Sobre este poemario, el poeta Antonio Gamoneda dijo que "ciertamente hemos estado de acuerdo que el libro supone, además de su gran calidad poética, una contemplación de esos rasgos presuntamente identificadores de la poesía joven española y lo hace de una manera más definitiva y de mayor calado". Por su parte, el poeta Tomás Sánchez Santiago dijo que el poemario "va más allá de una mera visión de la literatura como adorno" y ha destacado "todas las referencias literarias que puede haber dentro de este libro están en diálogo veraz con experiencias y reflexiones con la propia vida del poeta [...] El yo poético es un yo dialogante, con multitud de referencias literarias, hay un mundo interior crudo, doloroso, sarcástico y lleno de matices lo que ha supuesto que se trate de un verdadero libro de poesía". El poeta Juan Carlos Mestre añadió que "este libro hoy premiado se sitúa en la reivindicación crítica del sonido y del sentido que las vanguardias históricas han aportado a la poesía contemporánea y tiende un puente de palabras con una tradición que va desde Johm Keats a Pierre Paolo Pasolini".
En 2024, incursionó en el género de la novela, publicando El hacedor de autómatas bajo el sello de Bunker Books. Ese mismo año, fue galardonado con el Premi Mallorca d'Escriptura Literària en la modalidad de novela en catalán por su obra Poeta poeta.
Paralelamente a su carrera literaria, Loreiro ha desarrollado una trayectoria académica como filólogo hispánico y profesor de español, ejerciendo actualmente en un colegio británico en Doha, Qatar.

## Obras
- Inflexiones (2011, Publicacions de la Universitat de València).
- La Pasión Según San Ateo (2011, Publicacions de la Universitat de València).
- Chénere (2012, Cabildo Insular de La Palma).
- Calle de las impertinencias (2013, Editorial Germanía) – en colaboración con Fran Garcerá, Merche Ribas y Franki Coli.
- Los poemas de Marcelo Aguafuerte. Crónicas para El buey Apis (2013, Ediciones Leteo).
- El hacedor de autómatas (2024, Bunker Books).
- Poeta poeta (2024-2025, inédito, Premi Mallorca d'Escriptura Literària).

## Premios y reconocimientos
- Premis d'Escriptura Creativa, Universitat de València (2011-2012).
- XXXVI Premio Félix Francisco Casanova, Poesía (2012).
- Premio Monteleón de Poesía Joven (2013).
- Premio Nacional de Poesía Joven Miguel Hernández (2014).
- Premi Mallorca d'Escriptura Literària, modalidad novela en catalán (2024-2025).